# Anchiphiloscia kinolensis
Anchiphiloscia kinolensis är en kräftdjursart som först beskrevs av Stefano Taiti och Franco Ferrara 1980.  Anchiphiloscia kinolensis ingår i släktet Anchiphiloscia och familjen Philosciidae. Inga underarter finns listade i Catalogue of Life.